# Horalky
Horalky è un wafer slovacco con ripieno di arachidi e rivestimento al cacao prodotto da I.D.C. Holding, a. s.  con il marchio Sedita. Attualmente sono tra le prelibatezze slovacche più popolari, a Sereď il marchio Sedita vengono prodotti ogni anno 160 milioni di pezzi. In un turno di lavoro, i lavoratori possono produrre circa 100 tonnellate di questi wafer, ovvero due milioni di Horalky. Secondo loro, tra gli anni 2015 e 2020, il treno espresso (rýchlik) R Váh 601 correva tra Bratislava e Košice è stato nominato. 
Horalky è stato introdotto in Polonia nel 2007 (nel 2012 il nome è stato cambiato in una versione più polacca, Góralki), e in Ungheria alla fine del 2008 (nel 2016 il nome è stato cambiato in Moments).
La parola "horalky" è un diminutivo di horec (genziana) raffigurato sull'involucro dell'ostia con il plesnivec (leontopodium nivale).
Simili wafer a cinque strati sono prodotti con il marchio "Tatranky".